# 山东高速路桥
山东高速路桥集团股份有限公司 （深交所：000498，SHANDONG HI-SPEED ROAD&BRIDGE GROUP CO., LTD.）是中国深圳证券交易所的一家上市公司，主营业务范围为公路、桥梁工程、隧道工程、市政工程、建筑工程、交通工程、港口与航道工程、铁路工程、城市轨道交通工程施工等。曾用名丹东化学纤维股份有限公司。
1997年6月，公司上市时，控股股东为丹化集团，实际控制人为丹东市人民政府。
2003年5月12日，丹东市人民政府与升汇集团签订了《股权转让协议》、《托管协议》，将持有的丹化集团90%的国有股权转让给升汇集团。2004年6月，股权转让实施完成，升汇集团成为公司的实际控制人，控股股东仍为丹化集团。
经丹东中院（2006）丹民保字第12-1号民事裁定书及丹东仲裁委员会丹仲裁字（2006）第62号裁决书裁定，升汇集团将其持有的丹化集团90%股权交付丹东国有资产经营有限公司。2007年4月，丹化集团工商变更登记完成，丹东国有资产经营有限公司成为公司的实际控制人，公司的控股股东仍为丹化集团。
2009年12月7日，永同昌通过竞拍取得公司86,529,867股股份，持股比例为19.63%，成为公司控股股东，公司的实际控制人变更为张宗真、陈爱钦及张源。2010年1月22日，股份过户完成。
2012年，公司实施了重大资产重组，公司以每股3.00元的发行价格向高速集团发行679,439,063股股份购买路桥集团100%股权，同时高速集团下属全资子公司高速投资协议收购永同昌持有86,529,867股上市公司股份。2012年11月，公司重大资产重组实施完成，控股股东变更为高速集团，实际控制人变更为山东省国资委。
2022年，该公司主营业务收入为65,018,936,281.16元，公司净利润为2,504,638,792.38元，公司总资产为103,050,010,570.47元。